# Saga ephippigera
Saga ephippigera är en insektsart som beskrevs av Fischer von Waldheim 1846. Saga ephippigera ingår i släktet Saga och familjen vårtbitare.

## Underarter
Arten delas in i följande underarter:
- S. e. ephippigera
- S. e. syriaca